# 9-ті/12-ті королівські улани (принца Уельського)
9-ті/12-ті королівські улани (принца Уельського) (англ. 9th/12th Royal Lancers (Prince of Wales's))  — кавалерійський полк Британської армії сформований у 1960 році в наслідку злиття 9-их та 12-их уланів. У 2015 році був об'єднаний з Королівськими Її Величності уланами у Королівські улани.